# Jon Robyns
Jon Robyns (Manchester, 8 dicembre 1982) è un attore teatrale e cantante inglese, noto soprattutto come interprete di musical.

## Biografia
Debuttò a Londra nel 2007 con il musical Avenue Q; nel 2008 lavorò nel musical Les Misérables, in cui interpretava Marius Pontmercy e nel 2009 interpretò Enjolras nel tour del venticinquesimo anniversario del musical. Nel 2011 recitò nella prima produzione inglese del musical di Stephen Sondheim Road Show alla Menier Chocolate Factory.
Nel 2013 era Sir Galahad nella produzione di Spamalot in scena nel West End e nel 2014 è stato il primo sostituto di Killian Donnelly per il ruolo principale nel musical Memphis. È apparso anche in altri musical, tra cui Chess, The Last Five Years, Sweeney Todd, Miss Saigon e Hamilton. Nel 2019 è tornato a recitare nel musical Les Misérables nel West End londinese, questa volta nel ruolo del protagonista Jean Valjean, mentre nel 2023 è l'eponimo protagonista in The Phantom of the Opera all'His Majesty's Theatre.